# یوکاری‌بالجی‌لار (بتلیس)
یوکاری‌بالجی‌لار (به ترکی استانبولی: Yukarıbalcılar) یک منطقهٔ مسکونی در ترکیه است که در بیتلیس واقع شده‌است. یوکاری‌بالجی‌لار ۸۱۱ نفر جمعیت دارد.